# 格罗莱 (安省)
格罗莱（法語：Groslée，法語發音：[ɡʁole]）是法国东部安省的一个旧市镇。2016年，格罗莱与市镇圣伯努瓦合并为新市镇格罗莱-圣伯努瓦。

## 地理
格罗莱（45°42'46"N, 5°34'0"E）面积7.27 平方千米，位于法国奥弗涅-罗讷-阿尔卑斯大区安省，该省份为法国东部省份，北起汝拉省，西北接索恩-卢瓦尔省，西接罗讷省和里昂大都会，南至伊泽尔省，东与萨瓦省、上萨瓦省和瑞士接壤。
与格罗莱接壤的市镇（或旧市镇、城区）包括：孔济约、吕伊、圣伯努瓦、布朗格。

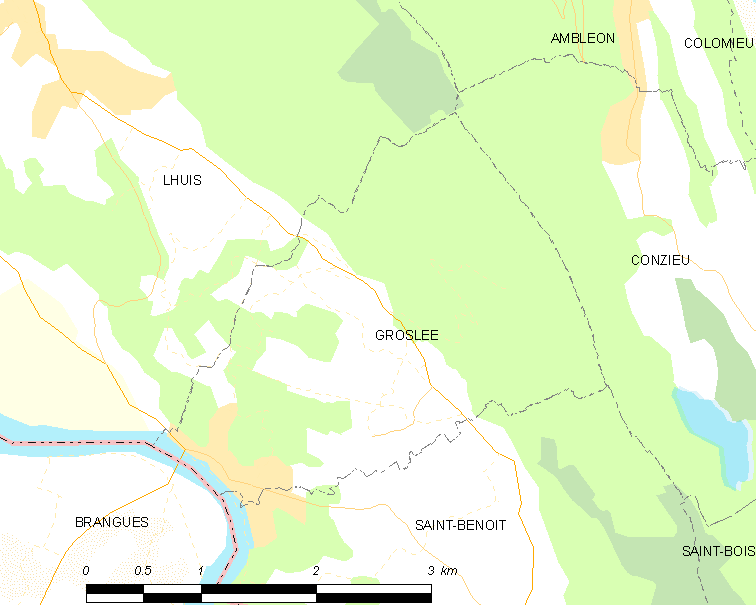
的OSM定位图

格罗莱的时区为UTC+01:00、UTC+02:00（夏令时）。

## 行政
格罗莱的邮政编码为01680，INSEE市镇编码为01182。

## 政治
格罗莱所属的省级选区为拉尼约县。

## 人口

1962-2008年间人口变化图示

格罗莱于2018年1月1日时的人口数量为363人。